# Avenida São João
A Avenida São João é uma importante via arterial do Centro de São Paulo. Conecta-se a ela o Elevado Presidente João Goulart e em sua perspectiva encontra-se o Edifício Altino Arantes (Banespa), importante ponto focal urbano. Em sua área mais central, a avenida é inteiramente pedonal (situação caracterizada como "calçadão"), sendo restrito o tráfego de automóveis.

## História
A história da Avenida São João remonta a 1651. Naquele ano, os paulistanos Henrique da Cunha Gago e Cristóvão da Cunha solicitaram à Câmara Municipal a doação de terrenos na área delimitada pelos Ribeirões Anhangabaú e Yacuba através de uma carta que dizia: "Pedem os abaixos assinados a Vossas Mercês que lhes dêem a cada um trinta braços de chão no rócio desta vila, entre dois ribeiros chamados de Anhangobay e Yacuba, o qual o chão se começará a medir do caminho que vai para Piratininga de fronte do chão de João Pires e da banda de umas casas de Maria Morena, até outros trinta braços de quintal para a banda do ribeiro Yacuba." (Vitor, 1976, p. 65) Nascia assim uma trilha de terra batida que fazia a ligação dessas propriedades com a chamada colina histórica de São Paulo.
Com o passar do tempo, esse rústico caminho passou a ser conhecido como “Ladeira do Acú”, numa abreviação de Yacuba, o riacho fronteiriço. A ladeira iniciava-se no antigo Largo do Rosário – atual Praça Antonio Prado – e terminava nas proximidades do  Largo do Paissandú. Desse ponto em diante, ela transformava-se na “Estrada de Jundiaí”, caminho muito utilizado por tropeiros que seguiam em direção ao interior do Estado.
E como Ladeira do Acú, a São João permaneceu durante todo o século XVIII. A designação atual é uma homenagem a São João Batista, considerado o “protetor das águas” na tradição católica. Buscando as raízes dessa homenagem, verificamos que os cursos d’água que cruzavam a antiga “Ladeira” eram considerados perigosos para os antigos paulistanos: Yacuba ou Acú, significa em Tupi “Água Envenenada”; esse córrego margeava o atual edifício dos Correios e desaguava no Anhangabaú que, também no Tupi, significa “Águas Assombradas” ou Águas do Diabo”.
Referida homenagem, inicialmente, consolidou-se informalmente passando a constar nos registros a partir de 28 de novembro de 1865, quando o vereador Malaquias Rogério de Salles Guerra sugeriu a denominação “Ladeira de São João”. Mais tarde, o logradouro se transformou em Rua e, a partir de 1916, Avenida São João. Entre 1910 e 1937, sucessivas reformas, alargamentos e prolongamentos foram realizados.
Alguns dos alargamentos ocorreram nas administrações de Raimundo Duprat (1911-1913) da Rua Libero Badaró ao Largo de Paissandu, Washington Luís (1914-1919) do Largo do Paissandu à Praça Júlio de Mesquita e de Firmiano Pinto (1920-1925) da Rua Libero Badaró até a Praça dos Pirineus (atual Praça Marechal Deodoro).
No começo de 1970, sobre trecho relativo da Avenida São João foi levantado o Elevado Presidente João Goulart. A obra lançada pelo prefeito da época, Paulo Maluf, visava o desafogo das vias centrais e foi inaugurada no 417° (quadragésimo décimo sétimo) aniversário da cidade de São Paulo. O fluxo pesado e contínuo de automóveis, o ruído, a sujeira e a poluição aumentaram drasticamente nas vias sobre as quais o elevado foi construído, cenário que desvalorizou o mercado imobiliário da região.

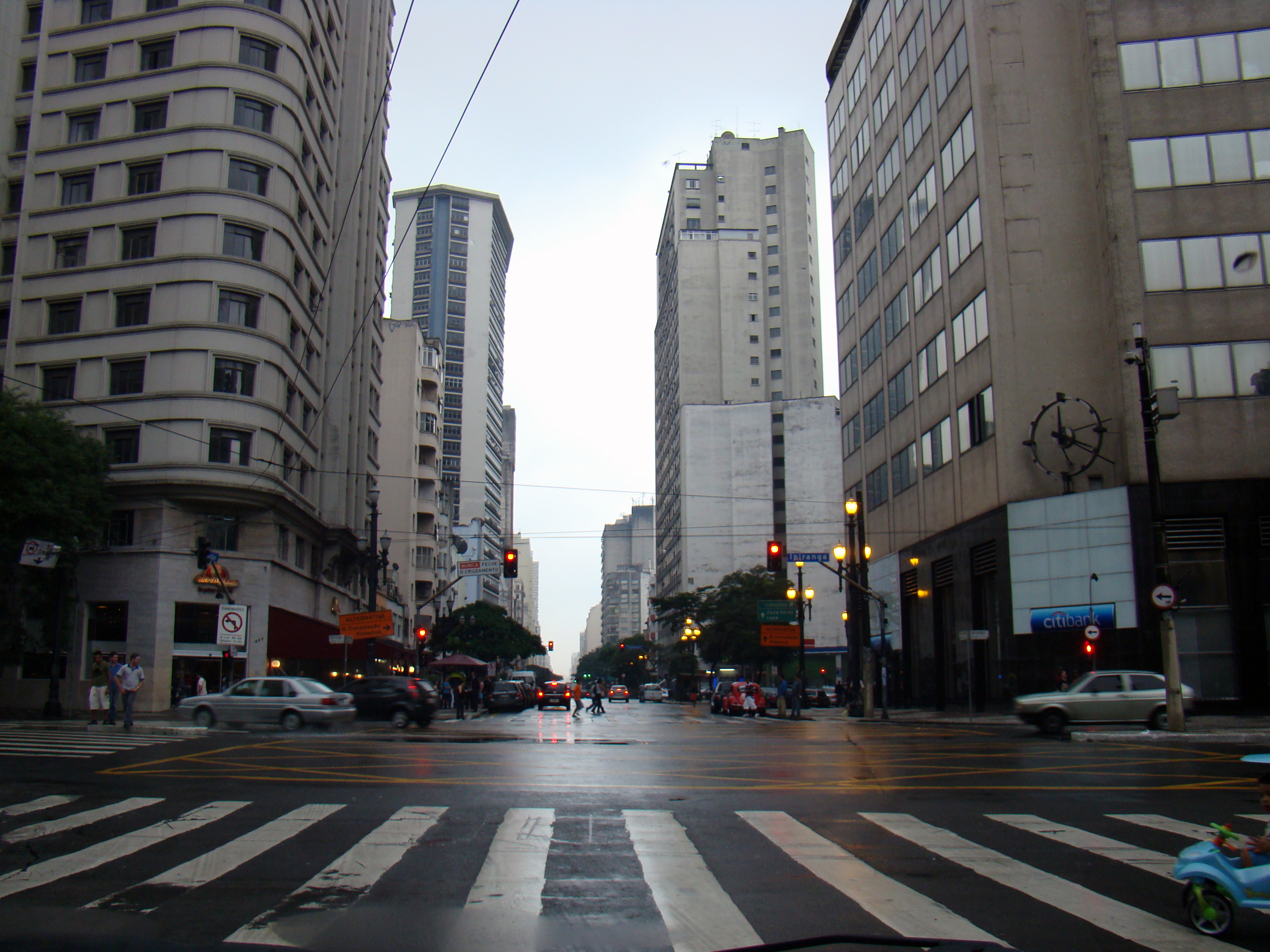
Cruzamento da Avenida São João com a Avenida Ipiranga, imortalizado na canção "Sampa", de Caetano Veloso

### Construções relevantes
- Edifício Altino Arantes
- Edifício Martinelli
- Palácio dos Correios
- Praça das Artes
- Edifício Andraus
- Galeria Olido
- Galeria do Rock

### Cruzamentos relevantes
- Rua São Bento
- Rua Líbero Badaró
- Avenida Prestes Maia
- Vale do Anhangabaú
- Largo do Paiçandu
- Avenida Ipiranga

## Homenagens
Em dezembro de 2022, foram realizadas reformas no cruzamento da Avenida Ipiranga com a São João, com colocação de estátuas em homenagem aos representantes do samba paulista, Adoniran Barbosa e Paulo Vanzolini.